# House of the Dragon
House of the Dragon ist eine Prequelserie des Fantasyepos Game of Thrones, das auf George R. R. Martins Romanreihe Das Lied von Eis und Feuer basiert. Vorlage des Spin-offs, das etwa 200 Jahre vor der Originalserie spielt, sind Kapitel aus Martins Buch Feuer und Blut – Erstes Buch: Aufstieg und Fall des Hauses Targaryen von Westeros, das die Vorgeschichte des Hauses Targaryen erzählt.
Die erste Staffel wurde ab 21. August 2022 auf HBO ausgestrahlt, die deutschsprachige Fassung ab 22. August 2022 auf Sky Atlantic. Die zweite Staffel startete im Sommer 2024 auf Sky Atlantic. Die Produktion zweier weiterer Staffeln ist bestätigt.

## Handlung
Das Spin-off spielt etwa 200 Jahre vor Game of Thrones (172 Jahre vor der Geburt von Daenerys Targaryen). Die Serie handelt vom aufkommenden Erbfolgekrieg innerhalb des Herrscherhauses Targaryen, der später als sogenannter „Tanz der Drachen“ (Dance of the Dragons) in die Geschichtsbücher einging und den allmählichen Niedergang des Hauses einleitete.
Der Krieg wird nach dem Tod des Königs Viserys I. zwischen zwei Seiten seiner Familie geführt: auf der einen seine Tochter und von ihm ernannte Erbin Rhaenyra, die schließlich seinen Bruder Daemon geheiratet hat, mit ihren Kindern; auf der anderen die Familie und Kinder seiner zweiten Frau Königin Alicent Hohenturm, deren und Viserys’ erster Sohn Aegon zum neuen König gekrönt wird. Die beiden Seiten, zu denen jeweils mehrere Drachenreiter gehören, werden nach den Farben der Häuser Targaryen und Hohenturm „die Schwarzen“ und „die Grünen“ genannt.

## Produktion und Veröffentlichung

### Hintergrund und Vorproduktion
Infolge des Erfolgs der Serie Game of Thrones bestellte HBO im Jahr 2018 eine Prequelserie. In einem Interview sagte George R. R. Martin, dass die Prequel-Serie unter dem Arbeitstitel The Long Night produziert wurde. Im Januar 2018 verkündete Casey Bloys, Programmpräsident von HBO, dass die Serie frühestens 2020 erstausgestrahlt werde. Das Drehbuch wurde von Jane Goldman in Absprache mit George R. R. Martin verfasst. Gemeinsam mit James Farrell, Jim Danger Gray, Vince Gerardis, Sara Lee Hess und Daniel Zelman sollten sie auch als Executive Producer der Serie fungieren. Die Hauptrolle wurde mit Naomi Watts besetzt, wie Ende Oktober 2018 bekannt gemacht wurde. Die Serie sollte mehrere Tausend Jahre vor den Ereignissen in Game of Thrones im Zeitalter der Helden stattfinden. Dabei sollte der Konflikt zwischen den Kindern des Waldes mit den ersten weißen Wanderern ein zentrales Thema darstellen.
Die Dreharbeiten der Pilotfolge begannen spätestens im Mai 2019, wobei der Arbeitstitel auf Bloodmoon geändert wurde. Sie wurden Ende Juli 2019 abgeschlossen und fanden in Belfast statt. Die Regie wurde von S. J. Clarkson geführt. Das Projekt wurde nach den Dreharbeiten der Pilotfolge jedoch nicht weiterverfolgt. Jedoch arbeitete George R. R. Martin mit diversen Autoren bereits parallel an weiteren Konzepten für mögliche Spin-off-Serien, so auch für eine Serie, bei der das Haus Targaryen im Mittelpunkt stehen sollte. Die Handlung basiert daher auf der Buchreihe Feuer und Blut: Aufstieg und Fall des Hauses Targaryen von Westeros (Fire & Blood) von George R. R. Martin, welche im Stil einer geschichtlichen Chronik geschrieben wurde und keine eigentliche Romangeschichte erzählt.
Im Juli 2020 begann das Casting. Im folgenden Oktober wurde Paddy Considine als König Viserys I. aus dem Haus Targaryen besetzt. Weitere Figuren wurden in den folgenden 12 Monaten besetzt.

### Dreharbeiten und Ausstrahlung
Die Dreharbeiten zur ersten Staffel der Serie mit zehn Folgen begannen im April 2021. Die Serie wurde hauptsächlich im Vereinigten Königreich, in Cornwall und London, gedreht. Drehorte waren außerdem die spanische Gemeinde Cáceres, die Burg von Monsanto in Portugal und Los Angeles. House of the Dragon ist die erste Produktion, die in den umgebauten Warner Bros. Studios Leavesden gedreht wurde. Im Sommer wurde die Produktion aufgrund eines positiven COVID-19-Falls kurzzeitig unterbrochen. Spätestens im Februar 2022 waren die Dreharbeiten abgeschlossen, bevor die erste Staffel im August 2022 an den Start ging. Ab dem 8. Januar 2024 zeigte ProSieben die erste Staffel als Free-TV-Premiere in Doppelfolgen.
Die Dreharbeiten zur zweiten Staffel liefen von März bis September 2023. Abgedreht wurden insgesamt acht Folgen. HBO gab als möglichen Starttermin der neuen Staffel Sommer 2024 an. Obwohl eine frühere Ausstrahlung denkbar sei, ist dies unwahrscheinlich. Hierzu müssten bereits vier der acht neuen Folgen vor dem 31. Mai 2024 ausgestrahlt sein, um bei der Verleihung der Emmys 2024 in Betracht zu kommen. Der Start der zweiten Staffel erfolgte am 16. Juni 2024.
Im Sommer 2024 wurde die Produktion von Staffel drei und vier bestätigt.

## Episodenliste

### Staffel 1
| Nr. (ges.) | Nr. (St.) | Deutscher Titel                | Originaltitel              | Erstveröffentlichung USA | Deutschsprachige Erstveröffentlichung (D/A/CH) | Regie              | Drehbuch                      | Zuschauer (USA) |
| --- | --------- | ------------------------------ | -------------------------- | ------------------------ | ---------------------------------------------- | ------------------ | ----------------------------- | --------------- |
| 1 | 1         | Die Erben des Drachen          | The Heirs of the Dragon    | 21. Aug. 2022            | 22. Aug. 2022                                  | Miguel Sapochnik   | Ryan J. Condal                | 2,170 Mio.      |
| Hundert Jahre nach Beginn der Targaryen-Herrschaft in Westeros hat der vierte König Jaehaerys seine Söhne verloren. Der Große Rat bestimmt, dass Jaehaerys’ Enkel Viserys den Thron erben soll. Dessen ältere Cousine Rhaenys wird übergangen, weil sie eine Frau ist. Im neunten Jahr von Viserys’ Herrschaft ist seine Frau Aemma nach mehreren Fehlgeburten wieder schwanger. Sie haben bereits eine Tochter, Rhaenyra, die den Drachen Syrax reitet. Für die bevorstehende Geburt lädt Viserys, der fest an einen Sohn und Erben glaubt, zu einem Ritterturnier ein. Sein jüngerer Bruder Daemon, temperamentvoller Kommandant der Stadtwache, lässt mutmaßliche Kriminelle bestrafen und töten, um so angeblich für Ordnung zu sorgen. Die Hand des Königs, Otto Hohenturm, fordert, Daemon seines Kommandos zu entheben. Im Turnier, das Rhaenyra mit ihrer Freundin Alicent Hohenturm anschaut, unterliegt Daemon gegen Ser Kriston Kraut, einen niedriggeborenen Ritter dornischer Abstammung. Währenddessen liegt das ungeborene Kind der Königin Aemma in Steißlage, sodass die Ärzte mit Zustimmung Viserys’ versuchen, das Kind per Kaiserschnitt zu retten. Die Königin stirbt beim Eingriff; das Baelon genannte Kind stirbt kurz darauf. Einige Tage später werden Königin Aemma und Prinz Baelon bestattet, wobei Rhaenyras Drache Syrax den Scheiterhaufen in Brand setzt. Viserys weigert sich zunächst, sich mit der Erbfolge zu beschäftigen, in der nun Daemon wieder ganz oben steht. Viserys erfährt, dass sein Bruder mit der Stadtwache im Bordell gefeiert und Baelon als „Erben für einen Tag“ bezeichnet hat. Er beschließt, Rhaenyra zur neuen Erbin zu machen und Daemon zurück zu seiner Frau ins Grüne Tal zu schicken. Otto Hohenturm lässt seine Tochter Alicent den trauernden König in dessen Gemächern trösten. Viserys erzählt Rhaenyra, dass Aegon der Eroberer einen Traum über eine große Bedrohung aus dem Norden (schrecklicher Winter) hatte, die nur besiegt werden könne, wenn ein Targaryen auf dem Eisernen Thron sitze. Dies nannte Aegon das „Lied von Eis und Feuer“. Während die großen Lords von Westeros Rhaenyra die Treue schwören, verlassen Daemon und seine Geliebte Mysaria auf seinem Drachen Caraxes die Hauptstadt. |           |                                |                            |                          |                                                |                    |                               |                 |
| 2 | 2         | Der Prinzrebell                | The Rogue Prince           | 28. Aug. 2022            | 29. Aug. 2022                                  | Greg Yaitanes      | Ryan J. Condal                | 2,264 Mio.      |
| In den folgenden sechs Monaten hat Daemon sich illegal auf Drachenstein niedergelassen, dem alten Herrschaftssitz Haus Targaryens. Piraten vom Kontinent Essos unter dem Kommando von Admiral Craghas Drahar greifen währenddessen mit Unterstützung der Freien Städte Myr, Lys und Tyrosh (der sogenannten Triarchie) die Trittsteine an, eine Inselkette zwischen den Kontinenten Westeros und Essos. Sie versenken Schiffe der Westerosi und ermorden die Besatzungen. Viserys untersagt Corlys Velaryon, dem Meister der königlichen Schiffe und mächtigsten Vasall, dagegen vorzugehen, obwohl dadurch Handelswege gestört und Corlys’ Einnahmen empfindlich beeinträchtigt sind, denn Viserys will keinen Krieg mit den Freien Städten. Rhaenyra wirft ein, dass die Targaryen-Drachenreiter die Trittsteine zurückerobern könnten, doch auf Otto Hohenturms Drängen hin setzt sich Viserys über ihren Vorschlag hinweg. Rhaenyra wählt für einen offenen Platz in der Königsgarde Ser Kriston Kraut aus. Corlys und seine Frau Rhaenys schlagen dem König vor, er solle zur Stärkung beider Häuser ihre 12-jährige Tochter Laena heiraten. Viserys zögert jedoch. Daemon erklärt, die ehemalige Sklavin Mysaria heiraten zu wollen, die von ihm schwanger sei. Da Daemon zudem ohne königliche Erlaubnis ein Drachenei aus der Hauptstadt mitgenommen hat, reist Otto Hohenturm nach Drachenstein und stellt Daemon zur Rede. Kurz darauf erscheint Rhaenyra auf ihrem Drachen. Daemon überlässt ihr das Drachenei. Rhaenyras eigenmächtige Einmischung führt dem König vor Augen, wie verletzlich der Fortbestand des Hauses Targaryen ist, da er nur seine Tochter als leibliches Kind hat. Er verkündet daraufhin dem Kleinen Rat, dass er eine neue Ehefrau nehmen will: Lady Alicent Hohenturm. Rhaenyra missfällt, dass ihre Kindheitsfreundin ihre Stiefmutter werden soll. Durch die Ablehnung seines Heiratsvorschlags vor den Kopf gestoßen, versucht Corlys nun, Daemon zu einem Bündnis gegen die Piraten zu bewegen. |           |                                |                            |                          |                                                |                    |                               |                 |
| 3 | 3         | Der Zweite seines Namens       | Second of His Name         | 4. Sep. 2022             | 5. Sep. 2022                                   | Greg Yaitanes      | Gabe Fonseca & Ryan J. Condal | 1,750 Mio.      |
| Seit drei Jahren kämpfen Corlys’ Soldaten und Daemon auf seinem Drachen gegen die Piraten auf den Trittsteinen, ohne dass Viserys sie unterstützt oder sich für die Kämpfe interessiert. Am zweiten Namenstag von Alicents Sohn Aegon findet ein großer königlicher Jagdausflug statt. Rhaenyra wendet sich zunehmend von ihrem Vater und ihrer ehemaligen Freundin Alicent ab, die erneut schwanger ist. Viserys will seine Tochter verheiraten, aber nicht als Erbe durch Aegon ersetzen. Lord Hohenturm von Altsass rät seinem Bruder Otto jedoch, genau dies zu forcieren. Lord Jason Lennister nimmt an, Rhaenyra werde das Erbe verlieren, und bietet sich an, sie als seine Frau zum Stammsitz der Lennisters zu führen. Viserys schlägt das Angebot zornig aus. Otto rät dem König hingegen, Rhaenyra mit ihrem Halbbruder Aegon zu verloben. Dies würde den valyrischen Sitten des Hauses Targaryen entsprechen und deren Blutlinie möglichst „rein“ halten. Lord Kraft andererseits schlägt Corlys’ Sohn Laenor Velaryon vor. Rhaenyra weicht einem Annäherungsversuch Jason Lennisters aus und flüchtet, begleitet von Ser Kriston, in den Wald. Sie werden von einem Wildschwein angegriffen und töten es. Am Morgen benötigt ein geschwächter Viserys zwei Versuche, einen Hirsch zu erlegen. Rhaenyra und Kriston wiederum sehen einen weißen Hirsch und kehren zurück. Wieder in der Hauptstadt drängt Otto seine Tochter Alicent, Viserys davon zu überzeugen, Aegon zum Erben zu erklären. Viserys versichert aber Rhaenyra, dass er nicht vorhabe, sie zu ersetzen. Rhaenyra müsse jedoch heiraten, um die Macht des Hauses Targaryen zu stärken. Nachdem er einen Brief von Corlys’ Bruder Vaemond erhalten hat, willigt der König auf Alicents Rat hin endlich ein, Hilfe zu den Trittsteinen zu schicken. Doch als diese Nachricht auf den Trittsteinen eintrifft, ist Daemon wütend über die Vorstellung, von seinem älteren Bruder aus der Patsche geholfen zu werden, und greift den Boten wütend an. Er bricht in einem Ruderboot alleine zu den Piraten auf und täuscht seine Kapitulation vor, um die Feinde aus ihren Höhlen hervorzulocken. Als die Piraten ausrücken, werden sie von Laenor Velaryon rittlings auf seinem Drachen in Brand gesetzt, während Daemon Craghas Drahar verfolgt. Nach einem Kampf erscheint er blutverschmiert mit dessen halbierter Leiche. |           |                                |                            |                          |                                                |                    |                               |                 |
| 4 | 4         | Der König der Meerenge         | King of the Narrow Sea     | 11. Sep. 2022            | 12. Sep. 2022                                  | Clare Kilner       | Ira Parker                    | 1,809 Mio.      |
| Begleitet von Ser Kriston und Lord Boremund Baratheon, hört Rhaenyra auf Sturmkap Heiratskandidaten an, lehnt aber alle ab und beendet die Reise vorzeitig. Auf dem Rückweg per Schiff sehen sie Daemon auf seinem Drachen nach Königsmund fliegen. Er ist an den Trittsteinen zum König der Meerenge gekrönt worden, übergibt die Krone jedoch an seinen Bruder, den einzig wahren König. Währenddessen ist Corlys auf Driftmark geblieben und plant, Laena mit dem Sohn eines Seelords der Freien Städte zu vermählen. Bei der Feier zu Daemons Rückkehr sagen Alicent und Rhaenyra einander, dass sie ihre Freundschaft vermissen. Rhaenyra erklärt Daemon, dass sie nicht heiraten oder ein Kind bekommen wolle, um nicht wie ihre Mutter zu enden, dadurch verpasse sie laut Daemon aber das Beste. In der Nacht schleichen sich Rhaenyra und Daemon gemeinsam in Verkleidung aus der Burg in das Stadtviertel des gemeinen Volkes, wo sie ein Theaterstück über die Königsfamilie sehen. Beim anschließenden Besuch in einem Bordell kommt es zum Kuss, jedoch überkommen Daemon alsbald Zweifel und er verlässt Rhaenyra, bevor es zum Sex kommt. Zurück in ihrem Zimmer verführt Rhaenyra stattdessen Ser Kriston. Am Morgen berichtet Otto Hohenturm, der darüber von einem seiner Spione informiert worden ist, dem König, dass Rhaenyra und Daemon gesehen worden seien und miteinander geschlafen hätten, was Viserys für eine Lüge hält. Alicent, die das Gespräch mitangehört hat, stellt daraufhin Rhaenyra zur Rede, jedoch schwört diese, nicht mit Daemon geschlafen zu haben, während Daemon die Anschuldigung seines Bruders nicht leugnet. Stattdessen drängt er Viserys, ihn mit Rhaenyra zu verheiraten, worauf der König ihn erneut ins Grüne Tal zurückschickt. Alicent bekräftigt, dass sie Rhaenyra statt Daemon glaubt, doch Viserys erklärt Rhaenyra, dass es nicht auf die Wahrheit ankomme, sondern wie sie wahrgenommen werde. Er legt nun fest, dass sie Laenor Velaryon heiraten wird. Im Gegenzug entlässt er auf ihre Forderung Otto nach dessen Intrige als Hand und lässt Mellos, den Großmaester am königlichen Hof, Rhaenyra ein Abtreibungsmittel bringen. |           |                                |                            |                          |                                                |                    |                               |                 |
| 5 | 5         | Wir erleuchten den Weg         | We Light the Way           | 18. Sep. 2022            | 19. Sep. 2022                                  | Clare Kilner       | Charmaine DeGraté             | 1,829 Mio.      |
| Im Grünen Tal tötet Daemon seine Frau Rhea Royce, nachdem er ihren Sturz vom Pferd verursacht hat. Während Viserys und Rhaenyra nach Driftmark reisen, drängt Otto bei seiner Abreise Alicent, ihren Sohn darauf vorzubereiten, König zu werden, da das Volk nach Viserys’ Tod Rhaenyra nicht akzeptieren werde. Der klumpfüßige Larys Kraft, ein Sohn von Ottos Nachfolger, bietet sich Alicent als Verbündeter an und berichtet ihr, dass der Großmaester Rhaenyra einen Tee gebracht habe, der eine Schwangerschaft verhindere. In Hochflut, der Burg der Velaryons, unterbreitet der krankende Viserys Corlys und Rhaenys den Heiratsvorschlag. Rhaenyra trifft mit Laenor, der homosexuell ist und mit Ser Gottfried Lonmund einen Geliebten hat, die Vereinbarung, dass sie während der Ehe ihr Vergnügen bei anderen Personen suchen können. Da die Ehe nicht Rhaenyras Wille sei, schlägt Ser Kriston ihr vor, dass sie mit ihm nach Essos reisen und ihn heiraten solle, was sie ablehnt. Er wiederum lehnt den Vorschlag ab, dass er weiterhin ihr Geliebter sein könne. Er sieht ihre gemeinsame Nacht als Verletzung seines Eids als Ritter der Königsgarde an, die nur durch eine Heirat geheilt werden könne. Zurück in Königsmund befragt Alicent Kriston zu Rhaenyras moralischer Verfehlung, ohne Daemon zu nennen, sodass Kriston zugibt, dass er selbst mit Rhaenyra geschlafen hat. Während des Willkommensfestes zur Vermählung Rhaenyras erscheint Alicent im Grün der Hohenturms, was symbolisch ihre Position als Königin gegenüber Rhaenyra unterstreichen soll. Ser Gottfried erklärt Laenor und danach Ser Kriston, dass er wisse, dass dieser Rhaenyras Geliebter sei. Während Daemon und Rhaenyra miteinander tanzen und sie ihn auffordert, sie zu entführen und zu heiraten, kommt es zum Tumult, wobei Kriston Gottfried totprügelt. Nach der Vermählung bricht Viserys zusammen. Später will Ser Kriston im Götterhain Suizid begehen, wird aber von Alicent aufgehalten. |           |                                |                            |                          |                                                |                    |                               |                 |
| 6 | 6         | Die Prinzessin und die Königin | The Princess and the Queen | 25. Sep. 2022            | 26. Sep. 2022                                  | Miguel Sapochnik   | Sara Hess                     | 1,859 Mio.      |
| Zehn Jahre später bekommt die mit Laenor verheiratete Rhaenyra, die einen vertrauten Umgang mit Ser Harwin Kraft pflegt, ihren dritten Sohn Gottfried. Kraft ist ein Sohn der Hand des Königs und Kommandeur der Stadtwache. Alicent verlangt sofort, das Kind zu sehen, um zu schauen, ob es – wie dessen Brüder – Laenor unähnlich sieht. Alicent versucht, den schwer erkrankten König Viserys zu überzeugen, dass nicht Laenor der Vater sei. Viserys ist nicht bereit, aus der Unähnlichkeit der Kinder auf einen anderen Vater zu schließen; dies hätte schwerwiegende Konsequenzen. Rhaenyras Söhne und Alicents Sohn Aegon spielen dessen Bruder Aemond einen Streich, weil Aemond noch keinen Drachen hat. Alicent ermahnt Aegon, keinen Streit unter den eigenen Geschwistern zu suchen: Sein Leben sei in Gefahr, sobald Rhaenyra den Thron besteige. Ser Kriston Kraut trainiert unter Beobachtung von Harwin Kraft die Söhne Rhaenyras und Alicents im Schwertkampf. Er lässt den deutlich älteren Aegon gegen Rhaenyras Sohn Jacaerys antreten. Provoziert von Kristons Unterstellung, Jacaerys sei eigentlich Harwins Sohn, prügelt Harwin auf Kriston ein. Rhaenyra schlägt zur Versöhnung der Linien eine Vermählung zwischen Jacaerys und Alicents Tochter Helaena vor. Gegenüber Viserys lehnt Alicent den Vorschlag ab. Lord Kraft bietet Viserys aufgrund der Gerüchte um seinen Sohn an, als Hand des Königs zurückzutreten. Viserys lehnt ab und lässt Kraft dessen Sohn und Erben Harwin zum Familiensitz Harrenhal begleiten. Harwin verabschiedet sich von Rhaenyras Söhnen; Rhaenyra beschließt mit ihren Jungen, Laenor und dessen neuen Geliebten Ser Qarl nach Drachenstein zu gehen. Nachdem Alicent den Wunsch geäußert hat, dass ihr Vater zurückkehren solle, rekrutiert Lord Krafts zweiter Sohn Larys Kraft verschwiegene Kriminelle, die ebenfalls nach Harrenhal kommen. Eingeschlossen in ihren Zimmern sterben Harwin und sein Vater bei einem nächtlichen Brand. Laena Velaryon und Daemon haben geheiratet und sind mit ihren beiden Töchtern in Essos Gäste des Prinzen von Pentos. Wenn sie mit ihren Drachen Pentos gegen die erneut erstarkende Triarchie unterstützten, winkten ihnen Reichtum und Ehre in Pentos. Daemon erwägt den Handel, während die hochschwangere Laena nach Westeros zurückkehren will. Die schwierige Geburt droht, Mutter und Kind zu töten. Daemon willigt nicht in einen für Laena sicher tödlichen Noteingriff ein; Laena lässt sich daraufhin von ihrem Drachen Vhagar verbrennen. |           |                                |                            |                          |                                                |                    |                               |                 |
| 7 | 7         | Driftmark                      | Driftmark                  | 2. Okt. 2022             | 3. Okt. 2022                                   | Miguel Sapochnik   | Kevin Lau                     | 1,883 Mio.      |
| Die Familien Targaryen und Velaryon versammeln sich auf Driftmark für Laenas Seebestattung. Dabei ist der äußerliche Unterschied zwischen ihren Töchtern und Laenors angeblichen Söhnen deutlich. Otto Hohenturm ist nun wieder Hand des Königs und Aegon mit seiner Schwester Helaena verlobt. Abends allein am Strand erzählt Rhaenyra Daemon, dass sie und Laenor erfolglos versucht hatten, ein Kind zu zeugen, und haben anschließend Sex. Aemond schleicht sich an den Drachen Vhagar heran und schafft es, ihn für sich zu beanspruchen und zu fliegen, was Laenas Töchter und Rhaenyras Söhne sehen. Weil Rhaena ihm vorwirft, den Drachen, der ihr zustehe, gestohlen zu haben, kommt es zur Prügelei. In dieser sticht, nachdem Aemond Lucerys und Jacaerys als Bastarde bezeichnet hat, ersterer ihm ein Auge aus. In der Großen Halle werden die Kinder befragt, was passiert ist. Weil Viserys auf Rhaenyras Klage eingeht, dass die Legitimität ihrer Kinder in Frage gestellt worden sei, indem er dies unter Strafe verbietet, aber nicht auf Alicents Wunsch, dass eine Schuld (Auge für Auge) beglichen werden müsse, verliert diese die Fassung und will mit einem Dolch Lucerys ein Auge ausstechen. Rhaenyra hält sie auf, wird aber am Arm verletzt. Aemond befindet, ein Auge für einen Drachen sei ein guter Handel. Während Alicent und Viserys nach Königsmund abreisen, gelobt Laenor Rhaenyra, nunmehr seiner Pflicht nachzugehen und ein Gemahl zu sein. Diese beschließt jedoch, Daemon zu heiraten, um die Targaryen-Linie rein zu halten, wofür Laenor scheinbar sterben müsse. Nachdem Ser Qarl, der von Daemon dazu instruiert worden ist, vor einem Zeugen Laenor angreift, finden Rhaenys und Corlys eine verbrannte Leiche, die sie für ihren Sohn halten. In Wahrheit aber fliehen Laenor und Qarl in einem Boot, während Rhaenyra und Daemon vor ihren jeweiligen Kindern vermählt werden. |           |                                |                            |                          |                                                |                    |                               |                 |
| 8 | 8         | Der Lord der Gezeiten          | The Lord of the Tides      | 9. Okt. 2022             | 10. Okt. 2022                                  | Geeta Vasant Patel | Ellen Shim                    | 1,731 Mio.      |
| Sechs Jahre später: Nachdem Corlys im Kampf auf den Trittsteinen schwer verwundet worden ist, soll er nach Driftmark zurückkehren, könnte aber möglicherweise dann schon tot sein, sodass seine Nachfolge diskutiert werden muss. Er selbst hatte inoffiziell seinen (angeblichen) Enkel Lucerys dafür erwählt, was Rhaenys unterstützt, doch Corlys’ Bruder Vaemond glaubt, stattdessen Anspruch auf den Treibholzthron zu haben. Rhaenyra und Daemon reisen nach Königsmund, wo Königin Alicent und Otto Hohenturm im Namen des Königs sprechen, denn Viserys ist aufgrund seines ernsten Krankheitszustands bettlägerig, sein Tod scheint nur noch eine Frage der Zeit zu sein. Die nun erneut schwangere Rhaenyra und Daemon stellen ihm seine Enkel Aegon und Viserys vor, deren Vater Daemon ist. Im Glauben, dass Rhaenys selbst einen Anspruch behaupten will, schlägt Rhaenyra vor, dass Laenors Söhne und Laenas Töchter vermählt werden sollen, wodurch die Targaryen- und Velaryon-Blutlinien endgültig miteinander verbunden wären. Im Thronsaal stellt Vaemond sein Gesuch Otto vor, der nun faktisch allein die Regierungsgeschäfte leitet. Während Rhaenyras Fürbitte jedoch erscheint der von Krankheit schwer gezeichnete Viserys mit einer Gesichtsmaske und sagt, dass nur Rhaenys in Corlys’ Namen sprechen könne, die Lucerys als Erben bestätigt. Vaemond akzeptiert dies nicht und beleidigt Rhaenyras Söhne als Bastarde und sie als Hure, worauf Viserys wütend reagiert und Daemon ihn köpft. Am Abend isst die Familie gemeinsam, doch die Lage ist angespannt. Auf Viserys’ Ansprache hin, dass sie alle eine Familie seien und sich versöhnen sollen, stoßen Rhaenyra und Alicent aufeinander an, doch eine Anspielung von Alicents Sohn Aemond auf Haus Kraft sorgt fast für einen Kampf zwischen den Kindern. Wieder im Bett hält Viserys Alicent für Rhaenyra und bestätigt, dass er an den Traum von Aegon dem Eroberer glaube und sie (Rhaenyra) die Verheißene sei, die auf den Thron kommen müsse, um das Reich zu verteidigen. Alicent hingegen, die im Gegensatz zu Rhaenyra nichts von der Prophezeiung weiß, scheint die Anspielung auf Aegon den Eroberer misszuverstehen und als Wunsch des sterbenden Königs zu deuten, ihren Sohn Aegon als Nachfolger auf dem Eisernen Thron zu sehen. |           |                                |                            |                          |                                                |                    |                               |                 |
| 9 | 9         | Der Grüne Rat                  | The Green Council          | 16. Okt. 2022            | 17. Okt. 2022                                  | Clare Kilner       | Sara Hess                     | 1,559 Mio.      |
| Nach Viserys’ Tod teilt Alicent ihrem Vater mit, dass es dessen letzter Wunsch gewesen sei, dass Aegon sein Nachfolger sein solle, was Otto im Kleinen Rat wiedergibt. Dort wird klar, dass Otto und andere im Rat bereits geplant haben, Aegon statt Rhaenyra auf den Thron zu setzen. Alicent spricht sich dagegen aus, dass Rhaenyra eingesperrt oder getötet werden solle. Lord Biengraben, der der Behauptung von Viserys’ Meinungswandel nicht glaubt und protestiert, wird von Ser Kriston getötet; Ser Westerling wiederum gibt aus Protest sein Amt als Kommandant der Königsgarde ab, als sein Nachfolger wird Ser Kriston ernannt. Otto lässt Rhaenys in ihrem Zimmer festsetzen, damit sie noch nichts erfährt, und Diener des Palastes, die vom Tod des Königs wissen, sowie Lords und Ladys, die ihr Knie nicht für Aegon beugen wollen, werden eingesperrt. Alicent bittet Rhaenys um Unterstützung und gibt ihr Zeit für eine Antwort. Otto sendet die Königsgardisten Arryk und Erryk, die Zwillingsbrüder sind, Alicent wiederum Ser Kriston und Aemond, um Aegon zu finden, der sich in die Stadt geschlichen hat. Durch die Spionin Mysaria gelingt dies zunächst Arryk und Erryk, aber nach einem Schwertkampf ist Aegon in den Händen Aemonds und Kristons. Wie Ser Erryk und Aemond ist Aegon der Meinung, dass er sich nicht dafür eignet, König zu sein, aber Alicent erzählt ihm vom angeblichen letzten Wunsch seines Vaters, den er zunächst nicht glaubt. Nachdem Larys Alicent berichtet hat, dass sie ausspioniert werde, setzt er Mysarias Haus in Brand. Ser Erryk hilft kurz darauf Rhaenys, aus der Burg zu entkommen, doch in der Stadt wird sie vom Strom der Bürger zur Drachengrube mitgezogen, wo Aegon gekrönt werden soll. Der Jubel der Massen lässt diesen sich nun selbst als König sehen. Rhaenys aber, die sich währenddessen zu ihrem Drachen geschlichen hat, bricht auf Meleys durch den Boden, verursacht Panik und fliegt dann davon. |           |                                |                            |                          |                                                |                    |                               |                 |
| 10 | 10        | Die Schwarze Königin           | The Black Queen            | 23. Okt. 2022            | 24. Okt. 2022                                  | Greg Yaitanes      | Ryan Condal                   | 1,846 Mio.      |
| Rhaenys berichtet auf Drachenstein von Viserys’ Tod und Aegons Krönung. Sie habe mit ihrem Drachen nicht in die Krönung eingegriffen, da sie keinen Krieg habe auslösen wollen. Während Rhaenyra mit einer schmerzhaften Fehlgeburt kämpft, bereitet Daemon die Verteidigung der Insel vor. Ser Erryk bringt Viserys’ Krone, mit der Rhaenyra gekrönt wird. Außer Rhaenys beugen alle Anwesenden das Knie vor der neuen Königin. Otto Hohenturm überbringt sowohl Aegons Bedingungen dafür, Rhaenyra und ihre Familie zu verschonen, als auch eine persönliche Nachricht von Alicent an Rhaenyra. Rhaenyra lehnt eine Kapitulation ab, will aber auch nicht den ersten Kriegsakt begehen, obwohl Daemon auf einen raschen Angriff drängt. Sie erkennt, dass Viserys seinem Bruder nie vom Lied von Eis und Feuer erzählt hat. Corlys ist weitgehend genesen und sichert Rhaenyra auf Ratschlag seiner Frau die Unterstützung seines Hauses zu. Da er nun die Trittsteine vollständig kontrolliert, scheint eine Seeblockade der Hauptstadt aussichtsreich. Um Unterstützer zu suchen, schickt Rhaenyra ihren Sohn Jacaerys zu den Häusern Arryn und Stark sowie Lucerys nach Sturmkap, dem Sitz des Hauses Baratheon. Währenddessen weckt Daemon den Drachen des früheren Königs Jaehaerys auf. Als Lucerys in Sturmkap ankommt, sind Aemond und sein riesiger Drache Vhagar bereits dort. Lord Borros Baratheon lehnt die von Lucerys überbrachte Aufforderung ab, Königin Rhaenyra erneut die Treue zu schwören. Denn zuvor hatte Aemond Lord Borros für die Unterstützung von König Aegon versprochen, eine seiner Töchter zu heiraten. Lucerys kann nichts Gleichwertiges anbieten, weil er bereits verlobt ist. Aemond, der sein verlorenes Auge durch einen Saphir ersetzt hat, verlangt, dass Lucerys sich selbst ein Auge aussticht. Lord Borros unterbricht den Streit der beiden. Lucerys versucht, auf seinem Drachen zu entkommen, wird aber von Aemond verfolgt. Beide verlieren die Kontrolle über ihre Drachen: Erst greift Lucerys’ Drache Arrax die viel größere Vhagar an, dann tötet Vhagar mit einem Biss Arrax zusammen mit Lucerys. Von Daemon über den Tod ihres Sohnes informiert, verzerrt sich Rhaenyras Gesicht vor Wut. |           |                                |                            |                          |                                                |                    |                               |                 |

### Staffel 2
| Nr. (ges.) | Nr. (St.) | Deutscher Titel                 | Originaltitel               | Erstveröffentlichung USA | Deutschsprachige Erstveröffentlichung (D/A/CH) | Regie          | Drehbuch       | Zuschauer (USA) |
| --- | --------- | ------------------------------- | --------------------------- | ------------------------ | ---------------------------------------------- | -------------- | -------------- | --------------- |
| 11 | 1         | Ein Sohn für einen Sohn         | A Son for a Son             | 16. Juni 2024            | 17. Juni 2024                                  | Alan Taylor    | Ryan J. Condal | 1,325 Mio.      |
| Prinz Jacaerys ist gerade im Norden an der Mauer mit Lord Cregan Stark von Winterfell, um sich dessen Loyalität zu versichern, als die Nachricht vom Tod seines Bruders Lucerys eintrifft. Während Königin Rhaenyra an der Bucht von Sturmkap trauert, wo Überreste angespült werden, will Daemon den Drachen Vhagar mit Rhaenys’ Hilfe töten, die aber nicht seinen Befehlen folgt. Bei ihrer Rückkehr sagt Rhaenyra nur, sie wolle Aemond, den Bruder von König Aegon. Jacaerys trifft nach erfüllter Mission wieder auf Drachenstein ein. In Königsmund nimmt Aegon derweil an Ratssitzungen und Audienzen auf dem Thron teil, zu denen er sein Kind und Erben Jaehaerys mitnimmt. Damit er nicht so regiert wie sein Vater, insinuiert Larys Kraft, er solle eine andere Hand anstelle von Otto wählen. Mithilfe von Mysarias Informationen schleicht sich Daemon nach Königsmund und besticht eine Stadtwache und einen Rattenfänger, genannt Blut und Käse, dass sie sich in die Burg schleichen, um Aemond zu töten – „einen Sohn für einen Sohn“. In der Burg landen die beiden stattdessen bei Aegons Frau Helaena, die sie zwingen, zu sagen, welches ihrer Zwillingskinder der Sohn ist. Während der Mord an dem Kleinkind Jaehaerys durch Enthauptung vonstatten geht, flieht Helaena mit Tochter Jahaera zu ihrer Mutter Alicent, die sie beim Sex mit Ser Kriston erwischt. |           |                                 |                             |                          |                                                |                |                |                 |
| 12 | 2         | Rhaenyra die Grausame           | Rhaenyra the Cruel          | 23. Juni 2024            | 24. Juni 2024                                  | Clare Kilner   | Sara Hess      | 1,301 Mio.      |
| Aegon ist außer sich über den Tod seines Sohnes. Otto überredet die Königsfamilie zu einer öffentlichen Prozession des Leichnams, um das Mitgefühl des Volkes zu sichern, und die Tat Rhaenyra anzuhängen. Diese erkennt, dass Daemon hinter dem Mord steckt, und vertraut ihm nicht mehr, worauf er nach Harrenhal davonfliegt. „Blut“ wird festgenommen und gesteht, dass sein Komplize ein Rattenfänger ist, bevor Aegon ihn tötet. Kriston beauftragt Ser Arryk, auf Drachenstein sich als seinen Bruder Erryk auszugeben und so Rhaenyra zu töten. Nachdem Aegon alle Rattenfänger öffentlich hat aufhängen lassen, schreit Otto ihn tadelnd an, worauf Aegon das Amt der Hand Kriston überträgt. Rhaenyra befragt Mysaria nach ihrem Anteil an der Tat, aber beschließt letztlich, sie in die Freiheit nach Essos zu schicken. Sie bemerkt aber noch Arryks Ankunft und bleibt, um seinen Bruder zu warnen. Arryk schleicht sich bis in Rhaenyras Schlafgemach. Erryk stürmt hinzu und es kommt zum Kampf, in dem Erryk Arryk tötet und daraufhin auch sich selbst vor Rhaenyras Augen. Otto und Alicent kommen überein, Otto solle vorerst die Hauptstadt nach Rosengarten verlassen, während Alicent weiterhin versuchen solle, Aegon zu formen. |           |                                 |                             |                          |                                                |                |                |                 |
| 13 | 3         | Die brennende Mühle             | The Burning Mill            | 30. Juni 2024            | 1. Juli 2024                                   | Geeta Patel    | David Hancock  | 1,162 Mio.      |
| In den Flusslanden kommt es zwischen den verfeindeten Häusern Bracken und Schwarzhain aufgrund einer eigentlich bereits geschlichteten Grenzstreitigkeit und verschiedenen Loyalitäten zur Schlacht an der brennenden Mühle, die für beide Häuser außerordentlich verlustreich endet. Um die Flusslande einzunehmen, will Kriston mit einem Heer Harrenhal einnehmen. Seiner Gruppe schließt sich Alicents Bruder Ser Gawan Hohenturm an, während Larys Kraft König Aegon ausredet mitzufliegen. Aegon, der neue undisziplinierte Ritter in die Königsgarde berufen hat, geht stattdessen, um einem Knappen die Jungfräulichkeit nehmen zu lassen, mit jenen in ein Bordell, wo er seinen Bruder Aemond findet. Mysaria wird Rhaenyras Beraterin, während Aegon Larys Kraft zu seinem Meister der Flüsterer macht. In Harrenhal derweil ist Daemon angekommen und von dem Burgherrn Simon Kraft willkommen geheißen. Daemon weist ihn an, die baufällige Burg auszubessern, um zukünftig als Stützpunkt für die teils noch unerklärten Soldaten der Flusslande zu dienen. Um möglichst viele Banner aus den Flusslanden für ihre Sache zu gewinnen, will Daemon seinen Drachen als Einschüchterung sowie den dortigen obersten Lord Grover Tully benutzen, der seine Vasallen auf Rhaenyras Seite einschwören soll. Daemons Ziel ist es, diese Streitkräfte zu versammeln und gegen Königsmund zu ziehen, um den Thron zu erobern. Rhaenyra schickt ihre jüngsten Söhne, darunter Gottfried mit seinem Drachen, in das Grüne Tal sowie die drachenlose Rhaena mit Dracheneiern, die von dort aus weiter nach Pentos ziehen soll. Baela berichtet Rhaenyra nach einem Spähflug von Kristons Vorrücken. Gegen das Drängen der Männer in ihrem Rat, mit den Drachen einzuschreiten, folgt sie Rhaenys’ Rat, mit Alicent zu sprechen, und gelangt dank Mysarias Hilfe als Septa verkleidet zu dieser. Da Alicent darauf beharrt, dass Viserys sich damals umentschieden habe, klärt Rhaenyra sie auf, dass seine Prophezeiung von Aegon dem Eroberer handele, nicht von seinem Sohn Aegon. Dennoch schließt Alicent, es sei nun zu spät, um ein Blutvergießen zu verhindern. |           |                                 |                             |                          |                                                |                |                |                 |
| 14 | 4         | Der Rote und der Goldene Drache | The Red Dragon and the Gold | 7. Juli 2024             | 8. Juli 2024                                   | Alan Taylor    | Ryan J. Condal | 1,241 Mio.      |
| Daemon wird auf dem verfluchten Harrenhal von Geistern der Vergangenheit und Schlaflosigkeit gequält und begegnet der Hexe Alys Strom. Da der kranke Lord Grover Tully seine Vasallen nicht unter Kontrolle hat und sein Enkel und Nachfolger Oskar Tully nicht willens ist, in seinem Namen ohne seine Befehle dessen Heere ins Feld zu schicken, wendet sich Daemon Willem Schwarzhain zu. Schwarzhain ist bereit, auch ohne das Einverständnis seines Lords Tully sich ihm mit seinen Heeren anzuschließen, wenn Daemon mit seinem Drachen und den Soldaten das Haus Bracken angreift. Daemon willigt ein. Rhaenys trifft auf Driftmark den Seefahrer Alyn von Holk, der Corlys das Leben gerettet hat; ihrem Gatten sagt sie, dass sie wisse, dass Alyn sein Bastard sei. König Aegon muss im Kleinen Rat erkennen, dass seine Meinung nicht interessiert und Kriston und Aemond ohne ihn Pläne geschmiedet haben; Alicent rät ihm gar, nur das zu tun, was von ihm erwartet werde, nämlich nichts. Daemon soll Harrenhal erst einmal behalten, da Aegons Rat einkalkuliert hat, dass er sie ohne das Gold des Hauses Kraft, das nun von Lord Larys Kraft verwaltet wird, nicht ausbessern kann und nun dort mit den Geschehnissen in den Flusslanden abgelenkt ist, während Kristons Heer Burgen der Kronlande einnimmt und nun plant, Burg Krähenruh des Hauses Steinhof zu belagern, dessen Angehöriger Lord Simon Steinhof in Rhaenyras Rat sitzt. So würde Rhaenyra auf der Insel Drachenstein vom umliegenden Festland isoliert. Als Rhaenyra aus Königsmund zurückkehrt, willigt sie ein, einen Drachen ins Feld zu schicken. Statt ihrer selbst oder Jacaerys fliegt Rhaenys, deren Drachen kampferfahren ist, während Rhaenyra ihrem Erben das Lied von Eis und Feuer weitergibt. Frustriert, nichts zu tun, fliegt auch Aegon aus. Die Belagerung von Krähenruh pausiert, als dort Aegon auf dem goldenen Sonnfeuer und Rhaenys auf der roten Meleys erscheinen und beginnen, im Flug zu kämpfen, bis der im Wald versteckte Aemond auf Vhagar hinzustößt. Von Meleys’ Klauen verletzt und von Vhagars Feuer getroffen, stürzt Sonnfeuer in den Wald. Vhagar sinkt im Kampf auf das Schlachtfeld, kann sich dort aber auf die Füße stellen. Während Rhaenys die Burg überfliegt, steigt Vhagar empor und beißt Meleys in den Hals, sodass Rhaenys und ihr Drache auf die Burg in den Tod stürzen. Während Gawan Hohenturm die Belagerung durch die Bresche mit dem finalen Angriff anführt, findet Kriston im verbrannten Wald schließlich Aemond und schwer verwundet Aegon und Sonnfeuer. |           |                                 |                             |                          |                                                |                |                |                 |
| 15 | 5         | Der Prinzregent                 | Regent                      | 14. Juli 2024            | 15. Juli 2024                                  | Clare Kilner   | Ti Mikkel      | 1,234 Mio.      |
| In Königsmund lässt Kriston Meleys’ abgetrennten Kopf auf einem Karren durch die Straßen führen, um den Sieg der Grünen zu demonstrieren; die Bürger halten es aber für ein schlechtes Omen. Aegon ist am Leben, hat aber starke Verbrennungen, Verletzungen und ist bewusstlos. Sein Drache Sonnfeuer liegt im Sterben. Der Kleine Rat stimmt für Aemond statt Alicent als Regent, womit dieser sich schon als zukünftigen König wähnt. Die Seeblockade der Velaryon-Flotte greift; in Königsmund wird die Versorgungslage kritisch. Als die Bürger aus Hungers- und Geldnot sowie Angst fliehen wollen, werden auf Aemonds Befehl die Tore der Stadt geschlossen. In Burg Harrenhal laufen die Bauarbeiten zur Ausbesserung. Daemon will nun fortan als König angesprochen werden und die Armee in den Flusslanden nun in seinem Namen anstatt Rhaenyras aufstellen, da er immer noch mit der Thronfolge hadert. In den Flusslanden beugt sich Amos Bracken nicht Daemons Drohungen in Präsenz von Willem Schwarzhain, sodass er diesen ausschickt, das Land der Brackens zu erobern. Da Haus Schwarzhain dabei – entgegen der Absprache, inoffiziell zu handeln – unter Rhaenyras schwarzem Targaryen-Banner Plünderungen und Misshandlungen begeht, erscheinen die zornigen Lords der Flusslande in Harrenhal, um sich persönlich zu beschweren und ihre Gefolgschaft zu verweigern. Im Grünen Tal beklagt Lady Jeyne Arryn sich bei Rhaena, dass Rhaenyra ihr für ihre Armee nur Jungdrachen geschickt hat, die sie nicht beschützen können. Jacaerys fliegt ohne Erlaubnis seiner Mutter zu den Freys, die den Übergang über den Trident kontrollieren, und verspricht ihnen im Gegenzug zu ihrer Treue Harrenhal. Die auf dem Marsch befindlichen, verbündeten Graubärte von Cregan Stark haben so einen Zugang zu den Flusslanden. Rhaenyra ist es leid, dass sie selbst aus Sicherheitsgründen nicht handeln kann und ihr Rat ihre Meinung ignoriert, weil sie keine Kampferfahrung hat und eine Frau ist. Sie macht Corlys zu ihrer Hand und schickt durch Mysaria ihre Zofe Elinda nach Königsmund und Ser Ginster aus ihrem Rat nach Harrenhal, um mit Daemon zu sprechen und seine eigenwilligen Absichten auszukundschaften. Als sie sich beklagt, dass ihnen nun zu wenig Drachen gegen Vhagar zur Verfügung stehen, erinnert Jacaerys sie daran, dass auf Drachenstein zwei große Drachen ohne Reiter leben, Vermithor und Silberschwinge, und schlägt vor, sie könnten für mehr Reiter nach Nachfahren von Targaryens, die sich in andere Häuser eingeheiratet haben, mittels Aufzeichnungen suchen. |           |                                 |                             |                          |                                                |                |                |                 |
| 16 | 6         | Das gemeine Volk                | Smallfolk                   | 21. Juli 2024            | 22. Juli 2024                                  | Andrij Parekh  | Eileen Shim    | 1,297 Mio.      |
| Lord Lennister führt sein Heer zur verbündeten Burg Goldzahn von Haus Leffert in den Westlanden. Doch anstatt die beiden Heere nach Harrenhal marschieren zu lassen, hält er dort Rast, da er ohne Prinz Aemond und Vhagar als Eskorte nicht angreifen will. Aemond wiederum befiehlt wütend, dass das Heer wie vorgesehen angreifen solle, und schickt Ser Kriston und sein Heer trotz der erlittenen Verluste in der Schlacht von Krähenruh nach Harrenhal, um Daemon an zwei Fronten in den Flusslanden anzugreifen. Auch spricht er sich im Kleinen Rat für ein Bündnis mit der Triarchie in Essos aus, die sie von der Seeblockade der Velaryon-Flotte befreien soll. Zudem entlässt er seine Mutter aus dem Kleinen Rat. Auf Burg Drachenstein nimmt Corlys Velaryon seinen Platz als Hand von Rhaenyra im Kleinen Rat ein. Ser Steffon Finsterlyn, der Lord Kommandant der Königinnengarde, soll nach Rhaenyras Recherchen Targaryen-Blut haben und Reiter des Drachens Seerauch werden, jedoch akzeptiert dieser ihn nicht und verbrennt ihn. Auf Harrenhal hat Daemon noch immer mit Visionen und seinem Geisteszustand zu kämpfen und bedroht im Verfolgungswahn den Burgherren Kraft. Als er abreisen will, hält ihn Alys Strom davon ab und rät ihm, erst einmal nichts zu tun. Später erfährt Daemon vom Tod von Grover Tully, wobei ihn zuletzt Alys Strom behandelt haben soll. In Königsmund wird der Zorn über die schlechte Versorgungslage bei den armen Bürgern immer größer. Obwohl dies durch die gegnerische Blockade verursacht wird, bekommt der Rote Bergfried die Schuld zugeschrieben. Zusätzlich streuen Mysarias Kontakte Gerüchte, dass die Adeligen ausschweifende Feste feiern würden. Gerade als Aemond einen Raben an seinen Großvater Otto Hohenturm schicken will, um ihn zu seiner Hand zu machen, bekommt er Kunde, dass Aegon aus dem Koma erwacht ist. Er sucht ihn im Krankenbett auf und droht ihm, damit er nichts von seinem Angriff auf ihn berichtet, während Aegon beteuert, dass er sich nicht erinnere, was passiert ist. In der Weite erklärt Haus Biengraben aus Rache über den Verlust ihres Lords den Hohenturms den Krieg; Alicent und Gawan erhalten keine Nachrichten von ihrem Vater Otto. Gerade nachdem Rhaena Targayen im Grünen Tal einen Drachenhorst eines großen, wilden Drachen entdeckt hat, berichtet ihr Lady Jeyne Arryn über eine gestattete Zuflucht bei Reggio Haratis, dem Fürst von Pentos. Am Strand bei Königsmund kommen mehrere unbemannte Boote unter Rhaenyras schwarzem Targaryen-Banner, voll beladen mit Lebensmitteln für die Bürger, an. Die Bürger stürzen sich auf die Boote und bringen die Vorräte und Rhaenyras Banner in die Stadt, wo es zu Tumulten kommt und die Menge Königin Rhaenyras Namen ruft. Alicent und Helaena können gerade noch aus der Großen Septe eskortiert werden und dem aufgebrachten Mob entkommen. Währenddessen erklärt Larys Aegon, dass er sich nicht vollständig erholen werde und nicht mehr laufen könne, und warnt ihn vor Aemond. Bei Gewürzstadt wird Corlys’ Bastardsohn Addam von Holk vom Drachen Seerauch verfolgt und unerwartet zu seinem neuen Reiter. Auf Drachenstein erzählt Mysaria Rhaenyra von ihrer traumatischen Vergangenheit. Als sie sich daraufhin küssen, trifft die Kunde von Seerauchs neuem Drachenreiter ein, den Rhaenyra mit ihrem Drachen neugierig verfolgt. |           |                                 |                             |                          |                                                |                |                |                 |
| 17 | 7         | Die Rote Saat                   | The Red Sowing              | 28. Juli 2024            | 29. Juli 2024                                  | Loni Peristere | David Hancock  | 1,220 Mio.      |
| Addam beugt das Knie vor Rhaenyra, verschweigt aber, wer sein Vater ist, sodass sie nicht weiß, inwiefern er Targaryen-Blut hat. Alicent zieht sich aus der Hauptstadt in den Königswald zurück. Als Rhaenyra weiter in Aufzeichnungen suchen will, rät Mysaria, sie könnten nach Bastarden suchen, die Targaryens in Bordellen gezeugt haben, und schickt Elinda Instruktionen. In Harrenhal erscheint Lord Oskar Tully mit den Flusslords. Er ehrt den Schwur an Rhaenyra als Erbin, aber erkennt Daemon nicht als König, sondern nur als ihren Gemahl an. Da die Flusslords zögern, einem Kind zu vertrauen, fordert er von Daemon Gerechtigkeit und bringt ihn dazu, Willem Schwarzhain für die Missetaten an Haus Bracken hinzurichten, die er ihm befohlen hat. Daraufhin empfängt Daemon eine Vision von Viserys, der ihn fragt, ob er immer noch die Krone wolle und warnt ihn vor den Bürden König zu sein. Unter Druck von Larys übt Großmaester Orwyle mit Aegon, dass dieser wieder gehen und stehen kann, was ihm aber große Schmerzen bereitet. Als Rhaena und ihre Halbgeschwister Hohenehr verlassen, um ins Exil nach Pentos eskortiert zu werden, gelingt es ihr ungesehen zum Drachenhorst auszureißen, um den wilden Drachen zu suchen. Jacaerys hinterfragt Rhaenyras Vorgehen: Wenn Bastarde Drachen reiten können, schützt sein Drache ihn nicht vor der Behauptung, dass er ein Bastard sei. Die Bastarde aus Königsmund kommen auf Booten, organisiert von Addams Bruder Alyn, auf Drachenstein an. Der Drachenhüter-Orden verweigert seine Mithilfe, da er keine Gemeinen als Drachenreiter duldet. Trotzdem werden die Bastarde von Rhaenyra nach einer Warnung vor Vermithor gebracht. Dieser verbrennt und verspeist die meisten. Als der Schmied Hugo sich mutig vor eine Frau stellt, lässt Vermithor sich von ihm beanspruchen. Ulf flieht mit einer Fackel weiter in das Höhlensystem, trifft dort auf Silberschwinge und wird von ihr akzeptiert. In Königsmund trifft Kunde ein, dass sich das Eintreffen des Heeres von Lord Ormund Hohenturm verzögern wird, da er einen Zweifrontenkrieg befürchtet, da sich sein Vasall Haus Biengraben für Rhaenyras Seite erklärte. Zudem wurde Prinz Daeron Targaryens Jungdrache Tessarion flügge und kann bald an den Kämpfen teilnehmen. Nachdem Ulf auf Silberschwinge über Königsmund gesehen wird, fliegt Aemond auf Vhagar Richtung Drachenstein, dreht aber wieder um, als er dort Rhaenyra mit Syrax, Vermithor und Silberschwinge sieht. |           |                                 |                             |                          |                                                |                |                |                 |
| 18 | 8         | Die Königin, die stets eine war | The Queen Who Ever Was      | 4. Aug. 2024             | 5. Aug. 2024                                   | Geeta Patel    | Sara Hess      | 1,471 Mio.      |
| Tyland Lennister vermittelt zwischen den Grünen und der Triarchie ein Bündnis, die verlangt jedoch nach dem Brechen der anhaltenden Seeblockade der Velaryon-Flotte die Herrschaft über die Trittsteine. Zuvor muss er noch Admiral Sharako Lohar im Zweikampf bezwingen, welche sich anschließend beeindruckt von ihm zeigt und will, dass er ihre Frauen schwängert. Aemond brennt mit seinem Drachen Vhagar im Zorn die Hafenstadt Scharfspitze nieder. In Königsmund berichtet Larys Aegon, dass er den Großteil des Goldes von Harrenhal zur Eisernen Bank in die freie Stadt Braavos geschafft habe, und überredet ihn, mit ihm aus Königsmund zu fliehen und zu warten, bis Aemond und Rhaenyra sich gegenseitig zerstört haben; dann würde sich das Volk wieder ihm als Friedensbringer zuwenden. In Harrenhal rät Ser Ginster Daemon, sich selbst zum König zu ernennen, da sie einen starken König im Krieg brauchen, was Simon Kraft mithört. Daemon aber vernimmt durch einen Wehrholzbaum eine weitere Vision: Er erblickt den Dreiäugigen Raben, der offenbart ihm seine Rolle im Lied von Eis und Feuer und sieht eine Armee von Weißen Wanderern sowie seine künftige Nachfahrin Daenerys Targaryen und schließlich Rhaenyra auf dem Eisernen Thron, die dem Reich Stabilität bringt. Aemond versucht zwischenzeitlich Helaena zu drängen, sich auf Traumfeuer den verfügbaren Drachenreitern auf ihrer Seite anzuschließen, was diese ablehnt. Alicent geht jedoch dazwischen. Später erzählt Helaena Aemond, dass sie weiß, dass er Aegon verbrannt hat; Aegon aber werde auf einem hölzernen Thron sitzen und Aemond im Gottesauge ertrinken. Gawan Hohenturm erfährt von Ser Kristons Affäre mit Alicent und geht ihn an, welcher zunehmend seine bisherige Rolle und den Konflikt infrage stellt. Rhaenyra entscheidet sich nach Corlys’ Rat vor ihren versammelten Drachenreitern für die Offensive, solange sie noch im Vorteil sind. Jacaerys gerät mit Ulf aufgrund dessen lockerem Verhalten zunehmend aneinander. Rhaenyra trifft auf Simons Nachricht mit Addam in Harrenhal ein, worauf Daemon seine versammelte Armee auf sie einschwört und ihr erneut seine Treue versichert. Auch erzählt er ihr, dass die Prophezeiungen vom Lied von Eis und Feuer bereits eintreten und dieser Krieg erst der Anfang ist, während der Winter und somit die Weißen Wanderer nahen. Später trifft unerwartet Alicent heimlich auf Drachenstein ein und bietet ihr gemeinsam mit Helaena in Aemonds Abwesenheit, die Kapitulation von Königsmund und friedliche Übernahme des Eisernen Throns an. Rhaenyra erklärt ihr, dass im Gegenzug jedoch Aegon als Thronanfechter öffentlich hingerichtet werden müsse. Alicent verlässt Drachenstein und zugleich, entgegen ihrer Pläne und ohne ihr Wissen, Aegon zusammen mit Larys Königsmund, die heimlich nach Essos fahren. Otto Hohenturm findet sich hingegen in Gefangenschaft eines Unbekannten wieder. Im Grünen Tal stößt Rhaena nach Tagen erschöpfender Suche auf den mysteriösen wilden Drachen Schafsdieb. In verschiedenen Teilen von Westeros setzen sich währenddessen Armeen in Bewegung: Die Heere der Lennisters und Lefferts marschieren gemeinsam Richtung Harrenhal, Cregan Starks Graubärte überschreiten den Trident, Prinz Daeron Targaryen begibt sich mit seinem Drachen Tessarion und einem Hohenturm-Heer ins Feld, die Verstärkung der Velaryon-Flotte läuft von Driftmark aus und die Flotte der Triarchie sticht unter dem Kommando von Tyland und Sharako Lohar ebenfalls in See. |           |                                 |                             |                          |                                                |                |                |                 |

## Besetzung und Synchronisation
Die deutschsprachige Synchronisation entsteht unter der Dialogregie von Jan Odle und nach Dialogbüchern von Tobias Neumann durch die FFS Film- & Fernseh-Synchron in München.
| Rollenname                                         | Schauspieler                   | Hauptrolle (Folgen)  | Nebenrolle (Folgen)  | Synchronsprecher       |
| -------------------------------------------------- | ------------------------------ | -------------------- | -------------------- | ---------------------- |
| König Viserys I. Targaryen                         | Paddy Considine                | 1.01–1.09            | 2.06–2.07            | Christian Weygand      |
| Prinz Daemon Targaryen                             | Matt Smith                     | 1.01–                |                      | Tobias Nath            |
| Prinzessin/Königin Rhaenyra Targaryen              | Milly Alcock (jung)            | 1.01–1.05            | 2.03–2.04            | Alina Freund           |
| Prinzessin/Königin Rhaenyra Targaryen              | Emma D’Arcy                    | 1.01 (Stimme), 1.06– |                      | Sophie Rogall          |
| Lady/Königin Alicent Hohenturm (Alicent Hightower) | Emily Carey (jung)             | 1.01–1.05            |                      | Zina Laus              |
| Lady/Königin Alicent Hohenturm (Alicent Hightower) | Olivia Cooke                   | 1.06–                |                      | Carolin Hartmann       |
| Ser Otto Hohenturm (Otto Hightower)                | Rhys Ifans                     | 1.01–                |                      | Thomas Nero Wolff      |
| Lord Corlys Velaryon                               | Steve Toussaint                | 1.01–                |                      | Torben Liebrecht       |
| Prinzessin Rhaenys Targaryen                       | Eve Best                       | 1.01–2.04            |                      | Sabine Falkenberg      |
| Mysaria                                            | Sonoya Mizuno                  | 1.01–                |                      | Regina Beckhaus        |
| Ser Kriston Kraut (Criston Cole)                   | Fabien Frankel                 | 1.01–                |                      | Xiduo Zhao             |
| Ser Harrold Westerling                             | Graham McTavish                | 1.01–1.09            |                      | Gudo Hoegel            |
| Larys Kraft (Larys Strong)                         | Matthew Needham                | 1.03–                |                      | Julian Bayer           |
| Lord Jason Lennister (Jason Lannister)             | Jefferson Hall                 | 1.03–                |                      | Christopher Kussin     |
| Ser Tyland Lennister (Tyland Lannister)            | Jefferson Hall                 | 1.03–                |                      | Christopher Kussin     |
| Prinz/König Aegon II. Targaryen                    | Tom Glynn-Carney               | 1.08–                |                      | Felix Auer             |
| Prinz/König Aegon II. Targaryen                    | Ty Tennant (jung)              |                      | 1.06–1.07            | Felix Auer             |
| Prinz/König Aegon II. Targaryen                    | Jake und Rory Head (Kleinkind) |                      | 1.03                 |                        |
| Prinzessin/Königin Helaena Targaryen               | Phia Saban                     | 1.08–                |                      | Maresa Sedlmeir        |
| Prinzessin/Königin Helaena Targaryen               | Evie Allen (jung)              |                      | 1.06–1.07            |                        |
| Prinz Jacaerys Velaryon                            | Harry Collett                  | 1.08–                |                      | Leo Nicolas Douglas    |
| Prinz Jacaerys Velaryon                            | Leo Hart (jung)                |                      | 1.06–1.07            |                        |
| Prinz Aemond Targaryen                             | Ewan Mitchell                  | 1.08–                |                      | Max-Jacob Schira       |
| Prinz Aemond Targaryen                             | Leo Ashton (jung)              |                      | 1.06–1.07            | Niklas Gebendorfer     |
| Lady Baela Targaryen                               | Bethany Antonia                | 1.08–                |                      | Maja Kohrs             |
| Lady Baela Targaryen                               | Shani Smethurst (jung)         |                      | 1.06–1.07            |                        |
| Lady Rhaena Targaryen                              | Phoebe Campbell                | 1.08–                |                      | Pia Amofa-Antwi        |
| Lady Rhaena Targaryen                              | Eva Ossei-Gerning (jung)       |                      | 1.06–1.07            |                        |
| Großmaester Orwyle                                 | Kurt Egyiawan                  | 2.01–                | 1.05–1.06, 1.08–1.10 | Sebastian Pappenberger |
| Lord Cregan Stark                                  | Tom Taylor                     | 2.01                 |                      | Benjamin Weygand       |
| Alyn aus Holk (Alyn of Hull)                       | Abubakar Salim                 | 2.01–                |                      | János Jung             |
| Hugo (Hugh Hammer)                                 | Kieran Bew                     | 2.01–                |                      | Jochen Paletschek      |
| Addam aus Holk (Addam of Hull)                     | Clinton Liberty                | 2.02–                |                      | Henry Engels           |
| Ulf (Ulf White)                                    | Tom Bennett                    | 2.02–                |                      | Benedikt Weber         |
| Kat                                                | Ellora Torchia                 | 2.02–                |                      | Gioia Osthoff          |
| Ser Gawan Hohenturm (Gwayne Hightower)             | Freddie Fox                    | 2.03–                |                      | Fabian Wittkowski      |
| Alys Strom (Alys Rivers)                           | Gayle Rankin                   | 2.03–                |                      | Patricia Strasburger   |
| Ser Simon Kraft (Simon Strong)                     | Simon Russell Beale            | 2.03–                |                      | Wolfgang Müller        |

## Rezeption

### Kritiken
Erste Staffel
Bei Metacritic hat die erste Staffel einen Metascore von 69/100 basierend auf 43 Rezensionen. Bei Rotten Tomatoes hat die erste Staffel eine Bewertung von 85 % bei 664 Reviews.
Nach eigenen Angaben gelang der ersten Folge von House of the Dragon mit knapp zehn Millionen Zuschauern bei der HBO-Ausstrahlung und über den Streaming-Dienst HBO Max die bislang erfolgreichste Serienpremiere einer neuen HBO-Originalserie. Bereits am 26. August 2022 gab HBO bekannt, eine zweite Staffel bestellt zu haben.
Ferdinand Meyen vom Bayerischen Rundfunk kritisiert, dass die Serie zwar auf Diversität setze (z. B. schwarze Schauspieler) und zeige, wie eine Frau versucht, in einer männerdominierten Welt auf den Thron zu kommen, dies allerdings nur vordergründig progressiv sei, da die Klassen- und Systemfrage nicht gestellt werde. Rhaenyra Targaryen kämpfe „nicht für eine bessere Welt, sondern nur für sich selbst und die Ausweitung ihrer Macht“. Damit unterscheide sich die Serie vom Original: „Daenerys Targaryen war – anders als jetzt Rhaenyra – tatsächlich daran interessiert, alte Strukturen zu zerschlagen.“ Die Serie sei daher letztlich konservativ und „weit entfernt vom politischen Zündstoff [des Originals]“.

### Auszeichnungen
Golden Globe Awards 2023
- Auszeichnung als Beste Serie
- Nominierung für die Beste Serien-Hauptdarstellerin – Drama (Emma D’Arcy)

## DVD- und Blu-ray-Veröffentlichungen
Deutschland:
- Staffel 1 ist am 20. Dezember 2022 auf Ultra HD Blu-ray, Blu-ray und DVD erschienen.
- Staffel 2 ist am 21. November 2024 auf Ultra HD Blu-ray, Blu-ray und DVD erschienen.